# Anophtalmotes hubbelli
Anophtalmotes hubbelli is een rechtvleugelig insect uit de familie krekels (Gryllidae). De wetenschappelijke naam van deze soort is voor het eerst geldig gepubliceerd in 1995 door Desutter-Grandcolas.